# Серый лунь
Серый лунь (лат. Circus cinereus) — южноамериканская хищная птица семейства ястребиных. Ареал протянулся от Огненной Земли через Аргентину и Чили на север до Боливии, Парагвая, Перу, Эквадора, Уругвая, южной Бразилии и Колумбии. Из-за широкого распространения этот вид не считается уязвимым, хотя локально численность вида сокращается, что связано с разрушением мест обитания птиц, отстрелом, высушиванием водно-болотных угодий и чрезмерным использованием пестицидов. Это обычная птица андских лугов, прибрежных болот, пастбищ и пампасов Патагонии.

## Описание
Оперение самца сверху тёмно-серое, кончики крыльев чёрные, надхвостье белое. Низ бледно-серый с коричневатыми пестринами. У самок верх коричневый с белым надхвостьем, низ кремовый с пестринами как у самца. Самки крупнее самцов, средний размер самок — 46 см, самцов — 40 см. Размах крыльев 90—115 см.

## Места обитания
Встречается в различных открытых местообитаниях, от заболоченных низменностей до плато Альтиплано на высоте 450 м. Гнездится, подобно остальным луням, на земле. Обычно считается неперелётной птицей, но может мигрировать в апреле и мае и возвращаться к местам гнездования в сентябре-октябре.

## Питание
Рацион весьма многообразен в связи с различными местообитаниями. Охотятся в основном на птиц, особенно на птенцов лысух и куликов, но также на небольших рептилий и млекопитающих. Соотношение различных животных в питании зависит от местности — например, луни из Патагонии на птиц охотятся редко.